# 梅斯战役
梅斯战役是1944年9下旬至12月中旬乔治·巴顿中将指挥的美國中央陸軍與奥托·冯·克诺贝尔斯多夫指挥的納粹德國陸軍在納粹德國控制下的梅斯进行的一场战斗。 最終梅斯被美军占领，12月13日，梅斯境內最后一座由納粹德國控制的堡垒向美軍投降。